# Utopia-Großband
Utopia-Großband war eine im Erich Pabel Verlag in Rastatt erscheinende deutsche Science-Fiction-Heftromanreihe und war eine Nebenserie der im gleichen Verlag erscheinenden Reihe Utopia Zukunftsroman.
Sie erschien von 1954 bis 1963 in 204 Ausgaben und wurde anfänglich von Walter Ernsting betreut, der die Leserbriefseite „Meteoriten“ zu einem ersten Forum für deutsche Science-Fiction-Fans machte und auch zahlreiche Übersetzungen lieferte. Anfangs sollten in der Reihe allein Übersetzungen aus dem Englischen angeboten werden. So begann sie zunächst mit Übersetzungen eher zweitrangiger angelsächsischer Autoren. Bald wurde getrickst. Von deutschen Autoren geschriebene Romane wurden mit fiktiven englischen Originaltiteln versehen und unter Pseudonym veröffentlicht. Dies trifft auf die Romane Nr. 9, 14, 17, 19 und 20 der Autoren Joachim Rennau (Pseudonym: James S. White), Kurt Walter Roecken (Henry Walter) und Walter Ernsting (Clark Darlton) zu.
Später wurden auch offen Werke weiterer deutscher Autoren wie W. D. Rohr, K. H. Scheer und Walter Spiegl (Bert Koeppen) publiziert.
Die Qualität von Übersetzungen litt wie bei den Utopia Zukunftsromanen unter den rabiaten Kürzungen, mit denen ganze Romane auf den Heftumfang zurechtgestutzt wurden.
Ab etwa Heft 30 hob sich das Niveau der Reihe und einige Klassiker amerikanischer Science-Fiction erschienen hier erstmals in Deutsch, wenn auch häufig in verstümmelter Form.
Ab Band 197 wurde die Reihe in Utopia-Sonderband umbenannt, was gelegentlich zu Verwirrungen führt, da auch die ersten zwei Ausgaben des Utopia-Magazins diese Bezeichnung trugen. Auch erschien sie von da an bis Band 201 in einem kleineren Format.

## Liste der Titel
| Bedeutung der Abkürzungen und Symbole in der nachfolgenden Tabelle: | Bedeutung der Abkürzungen und Symbole in der nachfolgenden Tabelle: | Bedeutung der Abkürzungen und Symbole in der nachfolgenden Tabelle:                              |
| ------------------------------------------------------------------- | ------------------------------------------------------------------- | ------------------------------------------------------------------------------------------------ |
| P                                                                   | Pseudonym                                                           | Der richtige Name ist nicht bekannt                                                              |
| VP                                                                  | Verlagspseudonym                                                    | Ist der Autor bekannt, wurde er verlinkt                                                         |
| D                                                                   | Doppelheft                                                          | Zwei zusammen ausgelieferte Hefte mit derselben Nummer                                           |
| F                                                                   | Fix-up                                                              | Zu einem Roman umgearbeitete Kurzgeschichte(n)                                                   |
| S                                                                   | Sammlung                                                            | Sammlung mehrerer Geschichten eines Autors                                                       |
| OS                                                                  | Originalausgabe einer Sammlung                                      | Sammlung mehrerer Geschichten eines Autors In dieser Zusammenstellung nur auf Deutsch erschienen |
| *                                                                   |                                                                     | Enthält eine weitere Geschichte eines anderen Autors                                             |
| °                                                                   | Schein-Originaltitel                                                | Das Original ist auf Deutsch erschienen                                                          |

### Utopia-Großband
| Nr. | Jahr | Autor                              | Titel                                                         | Originaltitel                                                               |
| --- | ---- | ---------------------------------- | ------------------------------------------------------------- | --------------------------------------------------------------------------- |
| 001 | 1954 | Von Kellar (VP 1)                  | Invasion aus dem Weltraum                                     | Tri-Planet                                                                  |
| 002 | 1954 | Edgar Rees Kennedy                 | Der geheimnisvolle Planet                                     | The Mystery Planet                                                          |
| 003 | 1954 | George Sheldon Brown               | Gefahr aus dem Nichts                                         | The Planetoid Peril                                                         |
| 004 | 1954 | Paul Lorraine (VP)                 | Grenze zwischen den Welten                                    | Dark Boundaries                                                             |
| 005 | 1954 | Lee Elliot (VP 2)                  | Flucht in die Zukunft                                         | Overlord New York                                                           |
| 006 | 1954 | Berl Cameron 3 (VP)                | Geister der Vergangenheit                                     | Lost Aeons                                                                  |
| 007 | 1954 | Berl Cameron (VP)                  | Raumschiffe der Vergeltung                                    | Solar Gravita                                                               |
| 008 | 1954 | A. V. Clarke & H. K. Bulmer        | Das Robot-Gehirn                                              | Cybernetic Controller                                                       |
| 009 | 1954 | James S. White                     | Frauen für Pleja                                              | The Devil’s Egg (°)                                                         |
| 010 | 1954 | Rand le Page (VP) 4                | Die Stunde Null                                               | Zero Point                                                                  |
| 011 | 1954 | H. J. Campbell                     | Die unsichtbare Gefahr                                        | Beyond the Visible                                                          |
| 012 | 1954 | Erroll Collins                     | Krieg zwischen den Welten                                     | Mariners of Space I                                                         |
| 013 | 1955 | Erroll Collins                     | Flucht zur Erde                                               | Mariners of Space II                                                        |
| 014 | 1955 | Henry Walter                       | Con Forster #1: Ultimatum aus dem All                         |                                                                             |
| 015 | 1955 | H. J. Campbell                     | Durch Raum und Zeit                                           | Another Space – Another Time                                                |
| 016 | 1955 | Jonathan Burke                     | Parasiten                                                     | Twilight of Reason                                                          |
| 017 | 1955 | Henry Walter                       | Con Forster #2: Himmelsfackel                                 |                                                                             |
| 018 | 1955 | H. K. Bulmer                       | Die Sterne gehören uns                                        | The Stars Are Ours                                                          |
| 019 | 1955 | Clark Darlton                      | UFO am Nachthimmel                                            | To-Morrow the Future (°)                                                    |
| 020 | 1955 | Henry Walter                       | Con Forster #3: Bodenstation Venus (*)                        |                                                                             |
| 021 | 1955 | H. K. Bulmer                       | Todesfälle Jupiter                                            | Space Salvage                                                               |
| 022 | 1955 | Bryan Berry                        | Der dritte Planet                                             | Return to Earth                                                             |
| 023 | 1955 | Leslie Linklater                   | Die große Mammuthöhle                                         | A World Below (°)                                                           |
| 024 | 1955 | Clark Darlton                      | Der Mann, der die Zukunft stahl                               | Thief of Time (°)                                                           |
| 025 | 1955 | Curt Siodmak                       | Der Weg zu den Sternen                                        | Riders to the Stars                                                         |
| 026 | 1955 | Wolf Detlef Rohr                   | Sugar Pearson #5: Auf den Monden des Saturn                   |                                                                             |
| 027 | 1955 | Fred Mac Isaak                     | Am Anfang war nur Chaos                                       | Hothouse World                                                              |
| 028 | 1955 | Wolf Detlef Rohr                   | Dr. Toyakas Weltraum-Testament                                |                                                                             |
| 029 | 1955 | E. C. Tubb                         | Freiheit ohne Schranken                                       | Atomwar on Mars                                                             |
| 030 | 1955 | Wolf Detlef Rohr                   | Die Jupitergilde                                              |                                                                             |
| 031 | 1956 | Andre Norton                       | Astra #1: Terra                                               | The Stars Are Ours! I                                                       |
| 032 | 1956 | Wolf Detlef Rohr                   | Das Ding vom anderen Stern                                    |                                                                             |
| 033 | 1956 | Andre Norton                       | Astra #1: Ad Astra                                            | The Stars Are Ours! II                                                      |
| 034 | 1956 | Raymond Z. Gallun & Clark Darlton  | Der Ring um die Sonne                                         | A Step Farther Out (F 5)                                                    |
| 035 | 1956 | E. C. Tubb                         | Krater der Hölle                                              | World at Bay (auch: Tide of Death)                                          |
| 036 | 1956 | Clark Darlton                      | Die Zeit ist gegen uns                                        | We Against the Time (°)                                                     |
| 037 | 1956 | Raymond F. Jones                   | Insel zwischen den Sternen                                    | This Island Earth (F)                                                       |
| 038 | 1956 | Jonathan Burke                     | Revolte der Menschheit                                        | Revolt of the Humans                                                        |
| 039 | 1956 | John D. MacDonald                  | Planet der Träumer                                            | Wine of the Dreamers (auch: Planet of the Dreamers)                         |
| 040 | 1956 | Jimmy Guieu                        | Das gläserne Sterben                                          | L’Agonie du verre                                                           |
| 041 | 1956 | Andre Norton                       | Central Control #1: Weltraum-Ranger greifen ein               | Star Rangers (auch: The Last Planet)                                        |
| 042 | 1956 | E. Mayne Hull [& A. E. van Vogt] 6 | Sterne der Macht                                              | Planets for Sale (F)                                                        |
| 043 | 1956 | Jack Williamson                    | Zweimal ging die Welt unter                                   | Dome Around America (F) (auch: Gateway to Paradise)                         |
| 044 | 1956 | Clark Darlton                      | Natas #1: Und Satan wird kommen                               |                                                                             |
| 045 | 1956 | Donald A. Wollheim                 | Das Geheimnis der Saturnringe                                 | The Secret of Saturn’s Rings                                                |
| 046 | 1957 | Leigh Brackett                     | Mars-Zyklus: Das Vermächtnis der Marsgötter                   | The Sword of Rhiannon (F) (auch: Sea-Kings of Mars)                         |
| 047 | 1957 | Clark Darlton                      | Das ewige Gesetz                                              |                                                                             |
| 048 | 1957 | A. E. van Vogt                     | Die Schatten                                                  | The Universe Maker (F) (auch: The Shadow Men)                               |
| 049 | 1957 | Murray Leinster                    | Joe Kenmore #2: Zwischen Erde und Mond                        | Space Tug                                                                   |
| 050 | 1957 | A. E. van Vogt                     | Unternehmen Milchstraße                                       | The Voyage of the Space Beagle (F) (auch: Mission: Interplanetary)          |
| 051 | 1957 | Clark Darlton                      | Raum ohne Zeit (auch: Zurück aus der Ewigkeit 7)              |                                                                             |
| 052 | 1957 | Hugo Gernsback                     | Ralph 124C 41plus                                             | Ralph 124C 41+                                                              |
| 053 | 1957 | Jack Williamson                    | Die Weltraumlegion #1: Wächter des Alls                       | The Legion of Space                                                         |
| 054 | 1957 | Clark Darlton                      | Natas #2: Die Schwelle zur Ewigkeit                           |                                                                             |
| 055 | 1957 | Volkhard S. Ch. Erl                | Fora I                                                        |                                                                             |
| 056 | 1957 | Lester del Rey                     | Der Schritt ins All                                           | Step to the Stars                                                           |
| 057 | 1957 | John W. Campbell jr.               | Gefangene des Mondes                                          | The Moon is Hell                                                            |
| 058 | 1957 | Henry Slesar                       | Die Bestie aus dem Weltenraum                                 | 20 Million Miles to Earth                                                   |
| 059 | 1957 | Lester del Rey                     | Atomalarm                                                     | Nerves                                                                      |
| 060 | 1957 | James E. Gunn                      | Von Mauern umgeben                                            | This Fortress World                                                         |
| 061 | 1957 | Clark Darlton                      | Planet Lerks III                                              |                                                                             |
| 062 | 1957 | Murray Leinster                    | Der vergessene Planet (*)                                     | Forgotten Planet (F)                                                        |
| 063 | 1957 | Murray Leinster                    | Die schwarze Galaxis                                          | The Black Galaxy                                                            |
| 064 | 1958 | Andrew North                       | Solar Queen #1: Die Raumschiff-Falle                          | Sargasso of Space                                                           |
| 065 | 1958 | Jack Williamson                    | Solar Queen #1: Die Zeit-Legion (*)                           | Legion of Time                                                              |
| 066 | 1958 | K. H. Scheer                       | Lumuria / Rahera #3: Der Ruf der Erde (auch: Ruf der Erde)    |                                                                             |
| 067 | 1958 | K. H. Scheer                       | Centauri #1: Flucht in den Raum                               |                                                                             |
| 068 | 1958 | Rand la Page 8 (VP)                | Asteroid Forma (*)                                            | Asteroid Forma                                                              |
| 069 | 1958 | Andrew North                       | Solar Queen #2: Gefährliche Landung                           | Plague Ship                                                                 |
| 070 | 1958 | Poul Anderson                      | Macht des Geistes                                             | Brain Wave (F 9)                                                            |
| 071 | 1958 | Will Stewart                       | Seetee #1: Anti-Materie                                       | Seetee Ship (F)                                                             |
| 072 | 1958 | Cyril Judd                         | Der Verräter                                                  | Gunner Cade                                                                 |
| 073 | 1958 | Isaac Asimov                       | Am Ende der Ewigkeit                                          | The End of Eternity                                                         |
| 074 | 1958 | Jesco von Puttkamer                | Der Unheimliche vom anderen Stern                             |                                                                             |
| 075 | 1958 | Edmond Hamilton                    | Unternehmen Walhalla                                          | A Yank at Valhalla (auch: The Monsters of Juntonheim)                       |
| 076 | 1958 | C. M. Kornbluth                    | Start zum Mond                                                | Takeoff                                                                     |
| 077 | 1958 | Poul Anderson                      | Psychotechnik-Bund: Sternenwanderer                           | Star Ways (auch: The Peregrine)                                             |
| 078 | 1958 | E. C. Tubb                         | Die verbotene Stadt                                           | City of no Return                                                           |
| 079 | 1958 | Murray Leinster                    | Das letzte Raumschiff                                         | The Last Spaceship (F)                                                      |
| 080 | 1958 | Clifford D. Simak                  | City (S)                                                      | City                                                                        |
| 081 | 1958 | Andre Norton                       | Central Control #2: Die Rebellen                              | Star Guard                                                                  |
| 082 | 1958 | L. Sprague de Camp                 | Menschenjagd im Kosmos                                        | Cosmic Manhunt (auch: The Queen of Zamba; auch: A Planet Called Krishna)    |
| 083 | 1958 | Murray Leinster                    | Fernsehstudio Galaxis (*)                                     | Operation Outer Space                                                       |
| 084 | 1958 | Bert Koeppen                       | Rakete Mond startet                                           |                                                                             |
| 085 | 1958 | Eric van Lhin                      | Attentat auf Mars                                             | Police Your Planet                                                          |
| 086 | 1958 | Fredric Brown                      | Lockende Sterne                                               | The Lights in the Sky Are Stars (auch: Project Jupiter)                     |
| 087 | 1958 | Eando Binder 10                    | Antarkta                                                      | Lords of Creation                                                           |
| 088 | 1958 | George O. Smith                    | Der große Krieg                                               | Nomad                                                                       |
| 089 | 1958 | Calvin M. Knox                     | Die Erde lebt                                                 | Lest We Forget Thee, Earth (F)                                              |
| 090 | 1959 | Robert A. Heinlein                 | Future History: Die lange Reise (OS 11)                       | Universe / Common Sense                                                     |
| 091 | 1959 | George O. Smith                    | Gift aus dem Weltraum                                         | Hellflower                                                                  |
| 092 | 1959 | Wilson Tucker                      | Time Masters #1: Die Unsterblichen                            | The Time Masters                                                            |
| 093 | 1959 | Volkhard S. Ch. Erl                | Kein Golfstrom mehr                                           |                                                                             |
| 094 | 1959 | Volsted Gridban (VP)               | Wettlauf der Zeit                                             | Fugitive of Time                                                            |
| 095 | 1959 | J. E. Wells                        | Stern IRL 94                                                  |                                                                             |
| 096 | 1959 | Lewis Padgett 12                   | Der stolze Roboter (S) / (*)                                  | Robots Have no Tails I                                                      |
| 097 | 1959 | Clifford D. Simak                  | Empire                                                        | Empire                                                                      |
| 098 | 1959 | J. E. Wells                        | Wandlung zum Nichts                                           |                                                                             |
| 099 | 1959 | Lewis Padgett 12                   | Mir gehört die Welt (S)                                       | Robots Have no Tails II                                                     |
| 100 | 1959 | Ed Kinson                          | Curium                                                        |                                                                             |
| 101 | 1569 | Clark Darlton                      | Das Leben endet nie (auch: Der Sprung ins Jenseits)           |                                                                             |
| 102 | 1959 | Festus Pragnell                    | Graypec #1: Die grünen Männer von Graypec                     | The Green Men of Graypec (auch: The Green Man of Kilsona)                   |
| 103 | 1959 | E. C. Tubb                         | Er lebte zweimal                                              | The Resurrected Man                                                         |
| 104 | 1959 | K. H. Scheer                       | Und die Sterne bersten                                        |                                                                             |
| 105 | 1959 | Robert Silverberg                  | Griff nach dem Ganymed                                        | Invaders from Earth (F) (auch: We, the Marauders)                           |
| 106 | 1959 | Frederik Pohl & Jack Williamson    | Jim Eden #2: Städte unter dem Ozean                           | Undersea Fleet                                                              |
| 107 | 1959 | Jerry Sohl                         | Die unsichtbaren Herrscher                                    | The Transcendent Man                                                        |
| 108 | 1959 | Lewis Padgett                      | Gefährliches Schachspiel                                      | The Fairy Chessmen (auch: Chessboard Planet; auch: The Far Reality)         |
| 109 | 1959 | Jerry Sohl                         | Der Zeitauflöser                                              | The Time Dissolver                                                          |
| 110 | 1959 | Leigh Brackett                     | Am Morgen einer anderen Zeit                                  | The Long Tomorrow                                                           |
| 111 | 1959 | Frank M. Robinson                  | Die gnadenlose Macht                                          | The Power                                                                   |
| 112 | 1959 | Algis Budrys                       | Auf Pluto gestrandet                                          | Man of Earth (F) (auch: The Man from Earth)                                 |
| 113 | 1959 | J. E. Wells                        | Flucht in die Vergangenheit (auch: Flug in die Vergangenheit) |                                                                             |
| 114 | 1959 | Ray Cummings                       | Banditen vom Mond                                             | Brigands of the Moon                                                        |
| 115 | 1960 | John W. Campbell jr.               | Aarn Munro: Einsam leuchten die Sterne                        | The Incredible Planet I                                                     |
| 116 | 1960 | John W. Campbell jr.               | Aarn Munro: Das unendliche Atom                               | The Incredible Planet II                                                    |
| 117 | 1960 | Manly Wade Wellman                 | Giganten aus der Ewigkeit                                     | Giants from Eternity (F)                                                    |
| 118 | 1960 | Robert Silverberg                  | Sternenfahrer unerwünscht!                                    | Starman’s Quest                                                             |
| 119 | 1960 | Eric Sheldon (P)                   | Jenseits Alpha-Centauri                                       |                                                                             |
| 120 | 1960 | Roy Chester                        | Die unheimlichen Kegel (*)                                    |                                                                             |
| 121 | 1960 | Robert S. Richardson               | Die Geheimnisse des Mars (Sachbuch) (D)                       | Exploring Mars                                                              |
| 122 | 1960 | Paul Capon                         | Schwarzer Stern Nero                                          | The World at Bay                                                            |
| 123 | 1960 | Eric Sheldon (P)                   | Ein Licht erlöscht                                            |                                                                             |
| 124 | 1960 | Raymond F. Jones                   | Sternenstaub                                                  | The Year When Stardust Fell                                                 |
| 125 | 1960 | A. E. van Vogt                     | Beherrscher der Zeit                                          | Masters of Time (F) (auch: Recruiting Station; auch: Earth’s Last Fortress) |
| 126 | 1960 | Andre Norton                       | Das Geheimnis der Verlorenen                                  | Secret of the Lost Race (auch: Wolfshead)                                   |
| 127 | 1960 | Robert A. Heinlein                 | Am Rande des Abgrunds                                         | Gulf                                                                        |
| 128 | 1960 | Edmond Hamilton                    | Im Banne der Vergangenheit                                    | The Sun Smasher (F) (auch: Starman Come Home)                               |
| 129 | 1960 | Lan Wright                         | Der wichtigste Mann im All                                    | A Man Called Destiny                                                        |
| 130 | 1960 | Bryce Walton                       | Tiefseepioniere                                               | Sons of the Ocean Deeps                                                     |
| 131 | 1960 | Poul Anderson                      | Dämonen des Weltalls                                          | The War of Two Worlds                                                       |
| 132 | 1960 | Andre Norton                       | Council / Confederation #1: Die Sklaven von Klor              | The Sioux Spaceman                                                          |
| 133 | 1960 | Will Stewart                       | Seetee #2: Anti-Materie-Bombe                                 | Seetee Shock                                                                |
| 134 | 1960 | Jack Williamson & James E. Gunn    | Meuterei auf Vantee                                           | Star Bridge                                                                 |
| 135 | 1960 | John Scott Campbell                | Die vergessene Stadt                                          | Beyond Pluto                                                                |
| 136 | 1960 | George O. Smith                    | Schiffbruch im All                                            | Lost in Space (F) (auch: Spacemen Lost)                                     |
| 137 | 1960 | Jack Williamson                    | Die Drachen-Insel                                             | Dragon’s Island (auch: The Not-Men)                                         |
| 138 | 1960 | Hal Clement                        | Unter der Doppelsonne                                         | Cycle of Fire                                                               |
| 139 | 1960 | Marion Zimmer Bradley              | Erde – der verbotene Planet                                   | Seven from the Stars                                                        |
| 140 | 1961 | Theodor Sturgeon                   | Das Maschinenungeheuer                                        | Killdozer!                                                                  |
| 141 | 1961 | Harry Harrison                     | Todeswelt #1: Planet des falschen Zaubers                     | Deathworld                                                                  |
| 142 | 1961 | Edmond Hamilton                    | Captain Zukunft #4: Captain Zukunft greift ein                | The Triumph of Captain Future (auch: Galaxy Mission)                        |
| 143 | 1961 | Robert Moore Williams              | Die geheimnisvolle Welt                                       | World Beyond the Sky                                                        |
| 144 | 1961 | Edmond Hamilton                    | Captain Zukunft #8: Im Zeitstrom verschollen                  | The Lost World of Time                                                      |
| 145 | 1961 | Frederik Pohl & C. M. Kornbluth    | Space Merchants #1: Geschäfte mit Venus                       | Gravy Planet (auch: The Space Merchants)                                    |
| 146 | 1961 | Alexander Carr                     | Schwarze Adler #1: Die schwarzen Adler                        |                                                                             |
| 147 | 1961 | Edmond Hamilton                    | Captain Zukunft #3: Kampf um Gravium                          | Captain Future’s Challenge                                                  |
| 148 | 1961 | Poul Anderson                      | Psychotechnik-Bund: Rebellion auf der Venus                   | The Big Rain                                                                |
| 149 | 1961 | J. Hunter Holly                    | Der geheimnisvolle Fremde                                     | Encounter                                                                   |
| 150 | 1961 | A. Bertram Chandler                | Planet ohne Umkehr                                            | Special Knowledge                                                           |
| 151 | 1961 | Edmond Hamilton                    | Captain Zukunft #5: Diamanten der Macht                       | Captain Future and the Seven Space Stones                                   |
| 152 | 1961 | Cecil O. Mailer                    | Ordnungszahl 201                                              |                                                                             |
| 153 | 1961 | Edmond Hamilton                    | Captain Zukunft #9: Gefahr aus dem Kosmos                     | The Quest Beyond the Stars                                                  |
| 154 | 1961 | Fletcher Pratt                     | Die große Verwandlung                                         | Invaders from Rigel (F) (auch: The Onslaught from Rigel)                    |
| 155 | 1961 | Brett Sterling (VP)                | Captain Zukunft #14: Überfall aus fremder Dimension           | Worlds to Come                                                              |
| 156 | 1961 | Hilding Borgholm (P)               | Zwischenlandung auf Kallisto                                  |                                                                             |
| 157 | 1961 | Jeff Sutton                        | Mondbesatzung funkt SOS                                       | First on the Moon                                                           |
| 158 | 1961 | Freddy J. Baldwin (P)              | Blaue Riesensonne Tangali                                     |                                                                             |
| 159 | 1961 | Peter Brook (P)                    | Gefährliches Cirkan (auch: Der silberne Hai)                  |                                                                             |
| 160 | 1961 | J. E. Wells                        | Der Planet der Roboter (auch: Die Roboter des Planeten Kihli) |                                                                             |
| 161 | 1961 | Freder van Holk                    | Der Sprung über die Lichtschranke (auch: Jenseits vom Licht)  |                                                                             |
| 162 | 1962 | Mark Phillips                      | Psi-Power #2: Die Geisterbande                                | Out Like a Light (auch: The Impossibles)                                    |
| 163 | 1962 | Gert Sandow                        | Hohlwelt Solaria                                              |                                                                             |
| 164 | 1962 | Freder van Holk                    | Der Krieg, den keiner wollte (D)                              |                                                                             |
| 165 | 1962 | Mark Phillips                      | Psi-Power #1: Die Lady mit dem sechsten Sinn                  | That Sweet Little Old Lady (auch: Brain Twister)                            |
| 166 | 1962 | Hans G. Francis                    | Die fünf Oligos                                               |                                                                             |
| 167 | 1962 | Freder van Holk                    | Minus-Materie (auch: Die Minusmaterie)                        |                                                                             |
| 168 | 1962 | Enrico Antares                     | Der Schritt aus dem Dunkel (auch: Materie Mensch 13)          |                                                                             |
| 169 | 1962 | Ted Scott (VP)                     | Blut von Terra                                                |                                                                             |
| 170 | 1962 | Poul Anderson                      | Psychotechnik-Bund: UNO-Agent im Einsatz                      | UN-Man                                                                      |
| 171 | 1962 | Enrico Antares                     | Kettenreaktion (auch: Flucht von der Erde 13)                 |                                                                             |
| 172 | 1962 | Tyrone C. Barr                     | Abschied von der Erde                                         | Split Worlds (auch: The Last 14)                                            |
| 173 | 1962 | Ted Scott (VP)                     | Das Rätsel der Marsmonde                                      |                                                                             |
| 174 | 1962 | Isaac Asimov                       | Baley / Olivaw #2: Mord unter fremder Sonne                   | The Naked Sun                                                               |
| 175 | 1962 | Ted Scott (VP)                     | Befehl aus dem Kosmos                                         |                                                                             |
| 176 | 1962 | Robert Heinlein                    | Doppelgänger auf zwei Planeten                                | Double Star                                                                 |
| 177 | 1962 | Ted Scott (VP)                     | Die Caterpillar-Mine                                          |                                                                             |
| 178 | 1962 | Pel Torro (VP) 14                  | Der Sucher                                                    | Frozen Planet                                                               |
| 179 | 1962 | Jay Grams                          | Nacht auf dem Geisterplaneten (auch: Geisterplaneten)         |                                                                             |
| 180 | 1962 | Theodore Sturgeon                  | Die Feuerflut                                                 | The Voyage to the Bottom of the Sea                                         |
| 181 | 1962 | W. W. Bröll                        | Blitzstart nach Unbekannt (auch: Im Raum der roten Monde)     |                                                                             |
| 182 | 1962 | Bron Fane 14                       | Das blaue Monster                                             | Juggernaut (auch: Blue Juggernau)                                           |
| 183 | 1962 | Paul Taborin                       | Die grüne Sintflut                                            | The Green Rain                                                              |
| 184 | 1962 | Ted Scott (VP)                     | Gefährliche Dimensionen                                       |                                                                             |
| 185 | 1962 | Ted Scott (VP)                     | Die Lichtkanone                                               |                                                                             |
| 186 | 1962 | Ted Scott (VP)                     | Das Todeslicht von Death Valley                               |                                                                             |
| 187 | 1962 | Philip Levene & J. L. Morrisey 15  | Das Grauen kommt aus der Tiefe                                | City of the Hidden Eyes                                                     |
| 188 | 1963 | Ted Scott (VP)                     | Die ultimate Waffe                                            |                                                                             |
| 189 | 1963 | Ted Scott (VP)                     | Der graue Koloß                                               |                                                                             |
| 190 | 1963 | Fred Morgan (VP 16)                | Atomfeuer über dem Pazifik                                    |                                                                             |
| 191 | 1963 | Ted Scott (VP)                     | Das Vermächtnis der Tyraner                                   |                                                                             |
| 192 | 1963 | Fred Morgan (VP)                   | Neutronenbomber                                               |                                                                             |
| 193 | 1963 | Ted Scott (VP)                     | Die Maske des Mutanten                                        |                                                                             |
| 194 | 1963 | Richard Wilson                     | Invasion von Planet Fünf                                      | The Girls from Planet 5                                                     |
| 195 | 1963 | George P. Gray 17                  | Großer Ka #1: Spur roter Planet                               |                                                                             |
| 196 | 1963 | Ted Scott (VP)                     | Space-Boys #1: Die Götter von Kee-On                          |                                                                             |

Anmerkungen:

### Utopia-Sonderband
| Nr. | Jahr | Autor              | Titel                                               | Originaltitel                         |
| --- | ---- | ------------------ | --------------------------------------------------- | ------------------------------------- |
| 197 | 1963 | George P. Gray 17  | Großer Ka #2: Geburt der Venus                      |                                       |
| 198 | 1963 | Victor Norwood     | Die Nacht des Grauens                               | Night of the Black Horror             |
| 199 | 1963 | George P. Gray 17  | Großer Ka #3: Heimat der Terraner                   |                                       |
| 200 | 1963 | Charles Eric Maine | In Nevada ist der Teufel los                        | Spaceways (auch: Spaceways Satellite) |
| 201 | 1963 | Andre Norton       | Council / Confederation #2: Im Dschungel von Ishkur | Eye of the Monster                    |
| 202 | 1963 | Andrew North       | Solar Queen #1: Gefangen auf Limbo                  | Sargasso of Space                     |
| 203 | 1963 | Roger Dee          | Schatten der Zukunft                                | An Earth Gone Mad                     |
| 204 | 1963 | John Brunner       | Asyl zwischen den Sternen                           | Sanctuary in the Sky                  |

Anmerkungen: